# I/O (angelaのアルバム)
『I/O』（アイオー）は、angelaの再デビュー後2枚目のアルバム。2004年11月17日にスターチャイルドから発売された。

## 概要
- 前作から約1年ぶりにリリースされたアルバム、前作と同日にリリースされたシングル「merry-go-round」や、先行してリリースされた「Shangri-La」等が収録されている。
- シングルのうち「fly me to the sky」「in your arms」は未収録である。
- 「on my way〜reborn〜」は堀江由衣への提供曲[1]であるが、本作で歌うにあたりatsukoが歌詞を一部書き直している。
- 「謝罪状況」は、後にテレビアニメ『屍姫 玄』23話の挿入歌として使用されている。
- 「Separation[pf]」は、シングル「Shangri-La」収録「Separation」のアレンジ。

## 収録曲
- （全曲）作詞：atsuko、作曲：atsuko・KATSU、編曲：KATSU

1. CORE〜Introduction「I/O」〜
2. 謝罪状況
3. merry-go-round
4. 笑い者のFairy tale
5. solitude
6. maybe...maybe...
7. feel,like a breeze
8. cheers!
9. 小さな歴史の詩
10. on my way〜reborn〜
11. Shangri-La
12. Separation[pf]

## タイアップ
| 曲名               | タイアップ                                                                          | 備考                        |
| ------------------ | ----------------------------------------------------------------------------------- | --------------------------- |
| merry-go-round     | テレビ東京系列『開運!なんでも鑑定団』エンディングテーマ                             | 3rdシングル。               |
| solitude           | テレビ東京系列テレビドラマ『ヴァンパイアホスト』エンディングテーマ                  | 5thシングルのカップリング。 |
| feel,like a breeze | 東海ラジオ他『angelaのsparking!talking!show!』エンディングテーマ                    | angelaの冠番組。            |
| Shangri-La         | テレビ東京系列テレビアニメ『蒼穹のファフナー』オープニングテーマ                    | 6thシングル。               |
| Separation[pf]     | テレビ東京系列テレビアニメ『蒼穹のファフナー』第6,9,21,22,23,24話エンディングテーマ |                             |